# Henri Vieuxtemps
Henri François Joseph Vieuxtemps, född 17 februari 1820 i Verviers, Belgien, död 6 juni 1881 i Mustapha Supérieur utanför Alger, Franska Algeriet, var en belgisk kompositör och violinist verksam i Frankrike.

## De tidiga åren
Vieutemps var son till en vävare och amatörviolinist samt stränginstrumentmakare. Han fick sin första violinlektion av sin far vid fyra års ålder för att sedan studera vidare för den respekterade Joseph Lecloux-Dejonc (1798-1850). Vid sex års ålder gav han sitt första framträdande där han framförde Pierre Rodes (1774–1830) femte violinkonsert. Snart framträdde han på turné med sin far i kringliggande orter följt av städer som Liège och Bryssel. I Bryssel mötte han violinisten Charles de Bériot och började studera för denne vid Bryssels konservatorium. de Bériot tog honom till Paris 1829 där han gjorde en lyckad konsertdebut genom att, återigen, framföra verk av Rode. Denna gång den sjunde violinkonserten. Med Julirevolutionen 1830 och de Bériots giftermål med Maria Malibran tillika avhopp från konserttourneerna följde Vieuxtemps de Bériots råd att återvända till Belgien. På plats i Bryssel utvecklade han sin teknik och musikalitet. Kunskapen byggde han på inte minst genom de duetter han spelade med de Bériots svägerska, mezzosopranen Pauline García.
Under den andra konsertturnén i Tyskland med sin far 1833 träffade Vieuxtemps och blev god vän med den tyske kompositören och violinisten Louis Spohr. I Wien skapades en bekantskapskrets med dem som hade arbetat med Beethoven, vars violinkonsert han framförde i Wien mars 1834 efter två veckors intensivt studerande. I Leipzig blev han hyllad av Schumann som jämförde honom med Paganini, som han tidigare mött i London 1834.
Hans ambitioner som tonsättare fick honom att ta lektioner för den respekterade Simon Sechter i Wien. Tillbaka i Paris fick han vintern 1835–36 lektioner i komposition av Antonin Reicha, som ledde in honom på konsertkompositioner, vilket 1836 resulterade i hans först komponerade violinkonsert: violinkonsert i fiss-moll, opus 19, senare publicerad som violinkonsert nr 2.

## Ryssland
Vieuxtemps besökte Sankt Petersburg i Ryssland första gången 1837, återkom året därpå för uppträdande i konserter efter en tids sjukdom åstadkommen på grund av den första resan. Det var i Ryssland han 1840 skrev violinkonsert nr 1 i E-dur, opus 10. Den konserten blev mycket uppmärksammad både i Sankt Petersburg och i Bryssel. År 1841 hade Vieuxtemps publikt introducerat konserten i Paris och där vunnit kritikernas uppmärksamhet åt ett arbete som lade ut en ny dimension för den dåvarande allmänna violinrepertoaren med teknisk briljerande variationer och fantasier till ordinära melodier.

## Amerika
År 1843 företog han sig sin första turné i Amerika. På denna resa medfölje den Josephine Eder (1815–1868), pianist från Wien, som efter hemkomsten från turnén blev hans fru, bröllopet stod i Frankfurt am Main. Under deras gemensamma konsertturné i Amerika fick hon spela roll som hans syster och blev annonserad som Josephine Vieuxtemps: En dagstidning i New York skrev 1844 "Hans syster, en vacker blondin, som inte liknar honom alls, är med på turnén och ackompanjerar honom på piano". De båda befarade att de pryda amerikanerna inte skulle uppskatta att ett ogift par var på turné och därför inte ville besöka konserterna. Bland annat framförde de, till publikens förtjusning, variationer av Yankee Doodle. I december 1843 var de i Boston, New York och andra städer i nordöstra Amerika. För publiken i New Orleans stod premiären den 17 januari 1844 och ingen annanstans i Amerika blev Vieuxtemps så varm välkomnade som där. Efter en sväng bland mexikanska städer under februari återkom de till New Orleans för att där ge sin avskedskonsert den 29 mars 1844.

## Hovviolinist i S:t Petersburg
År 1846 accepterade han en invitation från Nikolaj I för att bli hovviolinist i Sankt Petersburg och solist vid den dåvarande kejserliga teatern. Han stannade kvar där till 1852 och under denna period skrev han violinkonsert nr 4 i d-moll, opus 31. Han hade fullt upp under denna period med att fortsätta att komponera och uppträda som solist vid olika konserter. Han grundade violinskolan vid Sankt Petersburgs dåvarande konservatorium och medverkade till formationen av den ryska skolan för violinister. Det var under denna tid i S:t Peterburg som Beethovens violinkonsert blev en del av hans repertoar. Han framförde även Mendelssohns första violinkonsert i e-moll, vilken ännu var relativt okänd vid den tiden.

## Tillbaka i Europa
Tillsammans med Anton Rubinstein kunde han framföra Beethovens violinsonater och de framträde tillsammans i olika konserter i Paris, efter att ha lämnat Ryssland 1852 för att återupta en karriär av kringfarande violinvirituos. Familjen Vieuxtemps bosatte sig i maj 1855 i staden Dreieichenhain, söder om Frankfurt och bodde där till hösten 1866.
På grund av politisk instabilitet i Frankfurt flyttade Vieuxtemps med sin familj 1866 till Paris för att där fortsätta sin internationella karriär. Den 20 juni 1868 avled plötsligt hans fru Josephine i Celle-Saint-Cloud utanför Paris. Året därpå, 1869, gick hans far bort.
1871 återvände Vieuxtemps till Bryssel för tjänsten som huvudlärare i violin vid Bryssels konservatorium. Det var en tjänst som hans tidigare lärare de Bériot haft, efterföljd av Hubert Léonard. En av Vieuxtemps mest berömda elever var Eugène Ysaÿe.

## Sista åren
Under 1873 fick Vieuxtemps en stroke vilken paralyserade hans högra sida och även hans högra arm. Han flyttade till Paris då hans musiklass övertogs av Henryk Wieniawski 1875. Trots sin högerarm kunde han fortfarande komponera. Allt eftersom tiden gick, återfick han kraft i sin högerarm tillräckligt mycket för att, privat, kunna spela kammarmusik. Under 1879 fick han ännu en stroke vilken tvingade honom att ge upp allt hopp om att kunna återuppta sin bana i Bryssel. Han flyttade till Algeriet där han dotter och svärson Dr. Eduard Landowski hade slagit sig ned. Här tillbringade han sina sista år på ett sanatorium där han fortsatte att komponera om än frustrerad över att inte till fullo kunna spela det han har skrivit. Han skrev klart violinkonsert nr 6 i G-dur, opus 47 och hela violinkonsert nr 7 i a-moll, opus 49. I juni 1881 avled han. Han begravdes i sin födelsestad Verviers i Belgien 28 augusti 1881.

## Minnesplatser

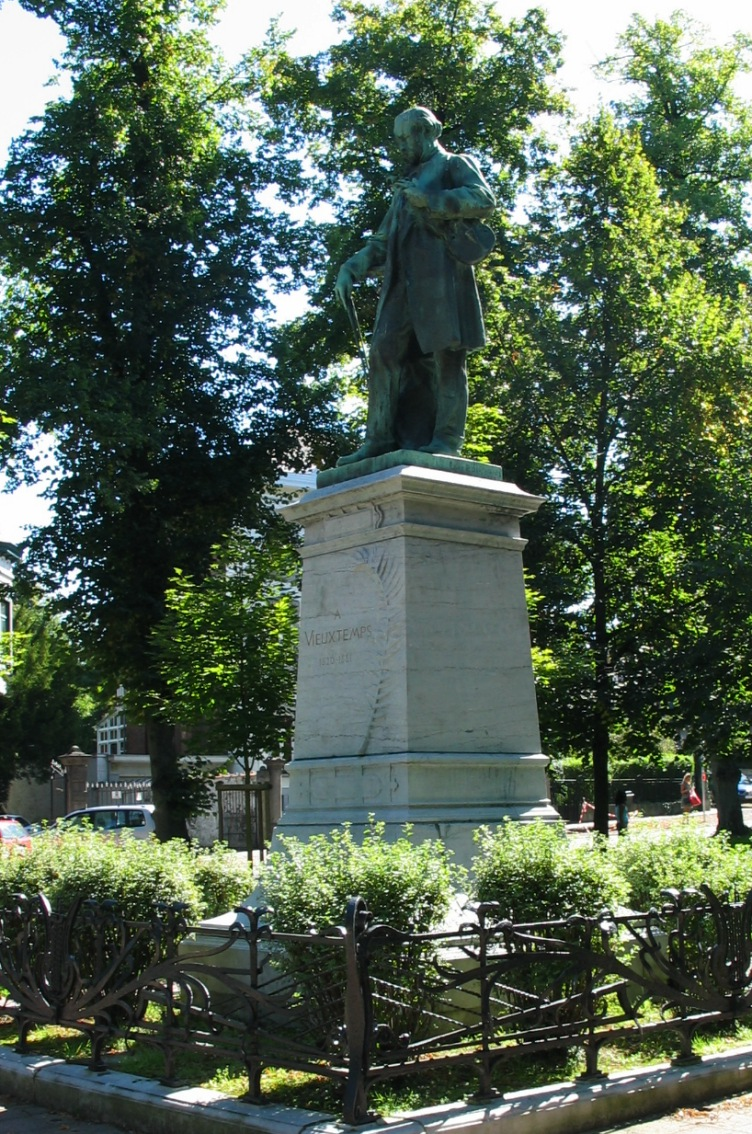
Place Vieuxtemps i Verviers

En staty över Henri Vieuxtemps restes 1898 i Vierviers och platsen där är uppkallad efter honom.
I januari 1910 satte man i staden Dreieichenhain upp en minnestavla på det hus där han bodde.

## Egenskaper
Utan tvekan var Vieuxtemps en av de främsta violinisterna för sin tid med en utmärkt teknisk färdighet kombinerat med djup musikalisk kunskap. Med sina sju violinkonserter tar Vieuxtemps plats i historien över kompositörer och som en klar representant för den fransk-belgiska musikskolan bör han betraktas som efterträdaren till de Bériot. I Vieuxtemps fotspår gick tydligast hans violinelever, bland andra Eugène Ysaÿe, Jenő Hubay, Leopold Auer och Émile Sauret. Vieuxtemps hängav sig aldrig åt ren viriuositet för sin egen skull som några av hans föregångare gjorde.

## Verk

### Orkestral musik
- Violinkonsert nr 1 i E-dur, opus 10 (1840)
- Violinkonsert nr 2 i fiss-moll, opus 19 (1836)
- Violinkonsert nr 3 i A-dur, opus 25 (1844)
- Violinkonsert nr 4 i d-moll, opus 31 (1850)
- Violinkonsert nr 5 i a-moll (Grétry), opus 37 (1861)
- Violinkonsert nr 6 i G-dur, opus 47 (1877)
- Violinkonsert nr 7 i a-moll, opus 49 (1879)
- Cellokonsert nr 1 i a-moll, opus 46 (1877)
- Cellokonsert nr 2 i b♭-moll, opus 50 (1881)
- Sonat för viola i B♭-dur, opus 36 (1863)
- Sonat för viola, opus 14
- Violinsonat, opus 12
- Violinromans nr 2, opus 7 nr 2
- Violinromans nr 1, opus 40 nr 1
- Duo brillant, för violin, cello och orkester, opus 39

### Kammarmusik
- Capriccio för viola, opus 9 (posth.)
- Fantasy-Caprice, opus 11 (1843)
- Les Arpeges, opus 15
- Sex konsertstudier, opus 16
- Souvenir d'Amerique: Yankee-Doodle, opus 17 (1843)
- Konsertvariationer över Don Juan, opus 20
- Rêverie, opus 22 nr 3
- Elegie för violia och piano i f-moll, opus 30
- La Chasse, opus 32
- Bouquet américain: Last Rose of Summer, dúo, opus 33 nr 5
- Fantasia-Appassionata i G-dur, opus 35 (1860)
- Ballade et Polonaise, opus 38 (1860)
- Duo brillant för 6 celli, opus 39
- Stråkkvartett nr 1, opus 44
- Serinite för violin och piano, opus 45
- 32 övningar, opus 48
- Saltarelle, opus 54a
- Sex Morceaux, opus 55